# Линкълн (окръг, Вашингтон)
Вижте пояснителната страница за други значения на Линкълн.
Окръг Линкълн (на английски: Lincoln County) е окръг в щата Вашингтон, Съединени американски щати. Площта му е 6061 km², а населението – 10 579 души (2017). Административен център е град Дейвънпорт.

## Градове
- Алмайра
- Крестън
- Риърдан
- Уилбър